# مهرزمان فخار منفرد
مهرزمان فخار منفرد (زاده ۱۳۳۲ - درگذشته ۷ مرداد ۱۴۰۰) نگارگر ایرانی بود.

## زندگی
مهرزمان فخار منفرد متولد سال ۱۳۳۲ در شهر ری است. او دارای مدرک درجه یک هنری از وزارت فرهنگ و ارشاد اسلامی در رشته نگارگری بود. فخارمنفرد نگارگری را نزد اساتیدی، چون سوسن آبادی، علی اشراقی و علی مطیع آموخته است.
همچنین این استاد نگارگری رشته‌های تذهیب، گل و مرغ، هنر‌های لاکی، نقاشی روی چوب، نقاشی روی شیشه و پشت شیشه و آب رنگ‌پرداز را نزد استاد بیوک احمری فرا گرفت.
او داور رشته نگارگری در دوره بیست و یکم جشنواره هنر‌های تجسمی جوانان و دوره یازدهم جشنواره هنر‌های تجسمی فجر بوده است.
فخارمنفرد در سال‌های فعالیتش در حوزه گل و مرغ، موفق به کسب رتبه‌های مختلف هنری در این زمینه شده بود. او چندین نمایشگاه گروهی و انفرادی در داخل و خارج از کشور برگزار کرده بود که مورد ستایش منتقدان هنری قرار گرفت.

## جوایز و افتخارات
تندیس و لوح افتخار، برای “قدر مجموعه گل مرغ سحر داند و بس”
لوح تقدیر جشنواره علمی فرهنگی هنری زنان نام‌آور
دیپلم افتخار جشنواره فرهنگی هنری مهر ۱۳۸۰
لوح تقدیر دومین نمایشگاه پیشکسوتان هنرهای سنتی ۱۳۸۳
دریافت تندیس و لوح افتخار نمایشگاه دوسالانه نگارگری ۱۳۸۵؛ برگزیده رشته گل و مرغ
نفر اول در رشته گل و مرغ نمایشگاه بین‌المللی قرآن
نمایشگاه هنری بانوان قرآن‌پژوه ۱۳۸۵؛ برگزیده در رشته گل و مرغ.
دریافت لوح تقدیر از سفارت اوستیای شمالی.
دریافت لوح تقدیر از وزارت اوقاف کویت نمایشگاه بین‌المللی هنرهای اسلامی کویت ۱۳۸۸
تندیس و لوح افتخار در رشته گل و مرغ. دوسالانه نگارگری ایران ۱۳۸۸
لوح سپاس دوسالانه نگارگری
لوح سپاس جشنواره هنرهای معاصر اسلامی طواف تا ولایت

## داوری
داور در رشته گل و مرغ نمایشگاه دوسالانه نگارگری
داور در رشته گل و مرغ نمایشگاه بین المللی قرآن کریم ۱۳۸۹
داور جشنواره فرهنگی و هنری پروانه های امید ۱۳۹۳
داور جشنواره ملی هنرهای تجسمی جوانان ۱۳۹۳
داور نمایشگاه بین المللی قرآن کریم ۱۳۹۴
داور جشنواره ملی هنرهای تجسمی جوانان ۱۳۹۵

## درگذشت
مهرزمان فخار منفرد هنرمند نگارگر به علت ابتلا به کرونا ۷ مرداد ۱۴۰۰ در ۶۸ سالگی درگذشت.